# Litsea grisea
Litsea grisea är en lagerväxtart som beskrevs av Jacob Gijsbert Boerlage. Litsea grisea ingår i släktet Litsea och familjen lagerväxter. Inga underarter finns listade i Catalogue of Life.